# Skazi
Skazi è l'alias di una coppia disc jockey psy-trance e goa trance, originari di Israele, di Asher e Swissa formatosi 1998.

## Altre informazioni
La coppia inizia a produrre insieme canzoni nel 1998. Il primo album trance, buck dich, viene prodotto nel settembre 2000 ed è subito considerato rivoluzionario nello stile e nel suono, ottenendo un clamoroso successo a livello mondiale. Essendo stati tra i primi gruppi sulla scena dell'hardcore punk e del punk, Skazi aggiunge qualcosa di innovativo alla trance, combinando alla musica psichedelica, effetti di Hard house e Techno. Skazi realizza quattro compilation fra il 2001 e il 2004: Zoo1, Zoo2, Zoo3 e Most wanted.  La coppia, complessivamente produce, con grande successo, più di cento tracce in oltre quaranta album e compilation, distribuite ovunque nel mondo, rimanendo per mesi in vetta alle classifiche di vendite. Skazi, creatore di suoni inconfondibili, ha avuto molte collaborazioni con altri artisti. Il cantante Assaf B-Bass si unisce ad Asher come secondo membro della band. Attualmente con il termine Skazi ci si riferisce ancora al solo Asher Swissa, sebbene sia ufficialmente un duo.
Skazi si esibisce al momento principalmente nei grandi raduni, davanti a decine di migliaia di persone, calcando le scene dei più famosi festival della Psy-trance, in Israele, Giappone, Brasile, Messico, Germania, Grecia, Serbia, Sudafrica, Svizzera, Paesi Bassi, Portogallo, Australia, Russia, India, Spagna, Gran Bretagna, Bulgaria, Italia, Ungheria, Danimarca, Svezia e molte altre nazioni.
Il sito ufficiale richiama una media di 5 000 persone ogni giorno. Negli ultimi sei anni la coppia ha partecipato a circa 1 000 esibizioni.

## Discografia
- Animal (Shaffel Records, 2001)
- Media:Zoo1 (ottobre 2001)
- Storm (Shaffel Records, 2002)
- Media:Zoo2 (gennaio 2003)
- Media:Zoo3 2CD (gennaio 2003)
- Media:Animal in Storm (edizione speciale, doppio CD)
- Media:Most wanted - Compiled By Skazi (gennaio 2003)
- Total Anarchy (29 giugno, 2006)